# أندروستان
أَنْدرُوسْتَان (بالإنجليزية: Androstane)‏ هو هيدروكربون ستيرويدي يحوي تسع عشرة ذرة كربون، وهو أندروجين فَعَّال.